# Locomotiva bavarese Ep 3/6
Le locomotive bavaresi Ep 3/6 sono state locomotive elettriche a corrente alternata monofase delle Königliche Bayerische Staats-Eisenbahnen (Ferrovie Statali della Baviera), immatricolate in seguito all'unificazione degli anni venti come DRG Br E.36.01-04 .

## Storia
Le locomotive, in numero di 4 unità, vennero acquisite nel 1914, dalle Ferrovie Statali della Baviera per l'esercizio della linea di montagna, con molte curve ed elevate pendenze, Freilassing-Berchtesgaden elettrificata a 15 kV, 16,7 Hz e immatricolate come Ep 3/6.20101-20104. Intorno al 1924 vennero riclassificate come gruppo E.3/6 delle Deutsche Reichsbahn. Svolsero sempre servizio sulla linea, assegnate al Deposito locomotive di Freilassing. Le 4 unità svolsero servizio alla trazione di treni passeggeri e di treni merci sulle difficili tratte in maniera efficiente e rimasero in esercizio fino al secondo dopoguerra.
Le locomotive sono state accantonate alla fine degli anni quaranta.

## Caratteristiche
La locomotiva è costituita da una cassa rigida poggiante su un telaio con tre assi accoppiati a bielle del diametro di 1.100 mm; di queste solo l'asse centrale è privo di gioco trasversale mentre i due estremi possono spostarsi lateralmente in modo da permettere alla locomotiva di inscriversi senza difficoltà in curve di raggio strettissimo. Il moto viene trasmesso ad esse dall'unico motore mediante biella motrice inclinata e asse cieco contrappesato. Il carrello di guida anteriore è monoassiale, tipo Krauss-Lotter, del diametro di 800 mm, quello posteriore è di tipo Krauss-Helmoltz a due assi dello stesso diametro; il rodiggio risulta quindi 1'C 2'. La locomotiva sviluppa una potenza al cerchione di 480 kW. La velocità massima raggiungibile è di 80 km/h.